# Alligator II: The Mutation
 Alligator II: The Mutation és una pel·lícula estatunidenca dirigida per Jon Hess i escrita per Curt Allen, estrenada el 1991. És la segona part de la pel·lícula "Alligator" dirigida per Lewis Teague i escrita per John Sayles, estrenada el 1980 amb el títol en castellà de "La bestia bajo el asfalto".

## Argument
Alguna cosa està matant la gent als soterranis d'una petita ciutat, un reporter creu que és un gran animal de la família dels al·ligàtors, però ningú no el creu.
Una gran empresa ha estat abocant substàncies tòxiques al clavegueram, això provoca que un gran cocodril adquireixi proporcions impensables. La ciutat està al costat d'un llac i el sistema de clavegueram connecta amb el llac fet que el monstre aprofita per a passejar-se pels túnels. Troben unes botes d'aigua amb un tros de cama a dins i el policia David Hodgson decideix llogar una colla de caçadors de cocodrils professionals per a matar la bèstia, però acaben tots caçats pel mateix cocodril.

## Repartiment
- Joseph Bologna: David Hodgson
- Dee Wallace-Stone: Christine Hodgson
- Richard Lynch: Hawk Hawkins
- Woody Brown: Rich Harmon
- Holly Gagnier: Sheri Anderson
- Bill Daily: Mayor Anderson
- Steve Railsback: Vincent 'Vinnie' Brown
- Brock Peters: el cap Speed
- Tim Eyster: J J. Hodges
- Voyo Goric: Carmen
- Buckley Norris: Doc
- Julian Reyes: Reuben Ruiz
- Deborah White: Lynn Holly
- Bill Anderson: Timekeeper
- Harlan Arnold: J.A. Luco
- Kane Hodder

## Al voltant de la pel·lícula
- La pel·lícula és la segona part oficial de la pel·lícula Alligator dirigida per Lewis Teague el 1980. Les dues van ser produïdes per Brandon Chase.